# مؤامرة الحريم

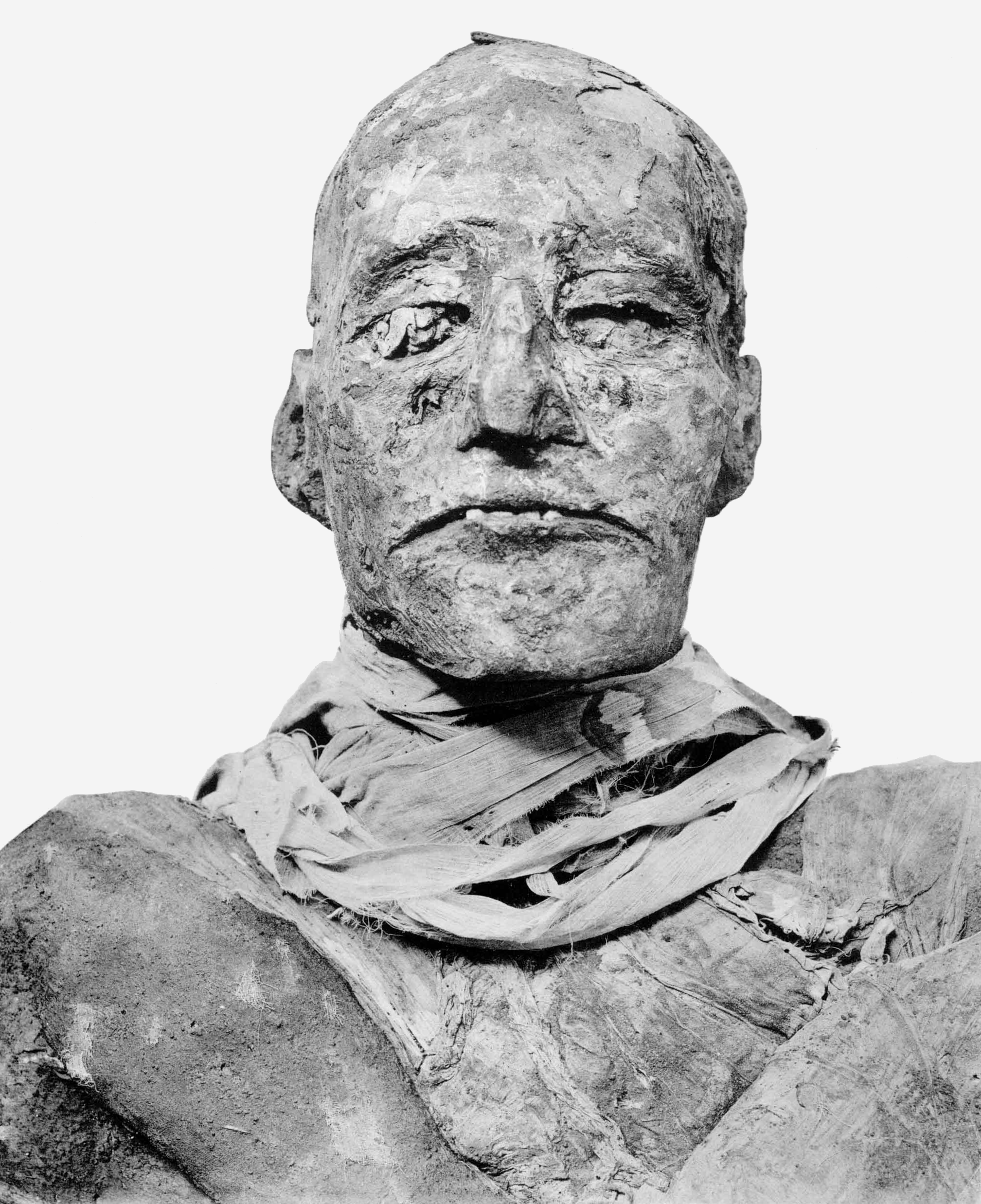
مومياء رمسيس الثالث ضحية المؤامرة

مؤامرة الحريم كانت مؤامرة لاغتيال الملك المصري رمسيس الثالث. كانت الشخصية الرئيسية وراء المؤامرة هي إحدى زوجات الملك المصري الثانويات، تيي، التي كانت تأمل في وضع ابنها بنتاور على العرش بدلاً من خليفة الملك المصري المختار، رمسيس الرابع. تم تنظيم الخطة من قبل مسؤول المحكمة بيبيككامن. نجحت المؤامرة في التسبب في وفاة الملك المصري، لكنها فشلت في إقامة بنتاور على العرش. في أعقاب ذلك، أدين المتآمرين البارزين وأعدموا.

## رمسيس الثالث
ولد رمسيس الثالث في عهد الأسرة العشرين لأبيه الملك المصري ست نخت وأمه الملكة تيي مرن إسي. جاء والده ست نخت إلى العرش بإنقاذ مصر من أيدي القوى الأجنبية. بعد أن عاش رمسيس الثاني أو رمسيس العظيم أكثر من اثني عشر من أبنائه، وضعت مصر في أيدي الآخرين. قاد ست نخت مصر إلى عصر الأسرة العشرين. يقال إن رمسيس الثالث «دخل الحياة المخصصة للملك وظل في قمة المجتمع والسلطة في كل مكان». حكم رمسيس الثالث مصر لمدة 32 عامًا. كان قد انتقل مؤخرًا إلى طيبة للاحتفال بـ عيد سد، وهو مهرجان التجديد الذي يحدث بعد أن يحكم الملك لمدة ثلاثين عامًا ويستمر كل ثلاث سنوات بعد ذلك. كان في طيبة حيث تم تنفيذ هذه المؤامرة العظيمة.

## المؤامرة

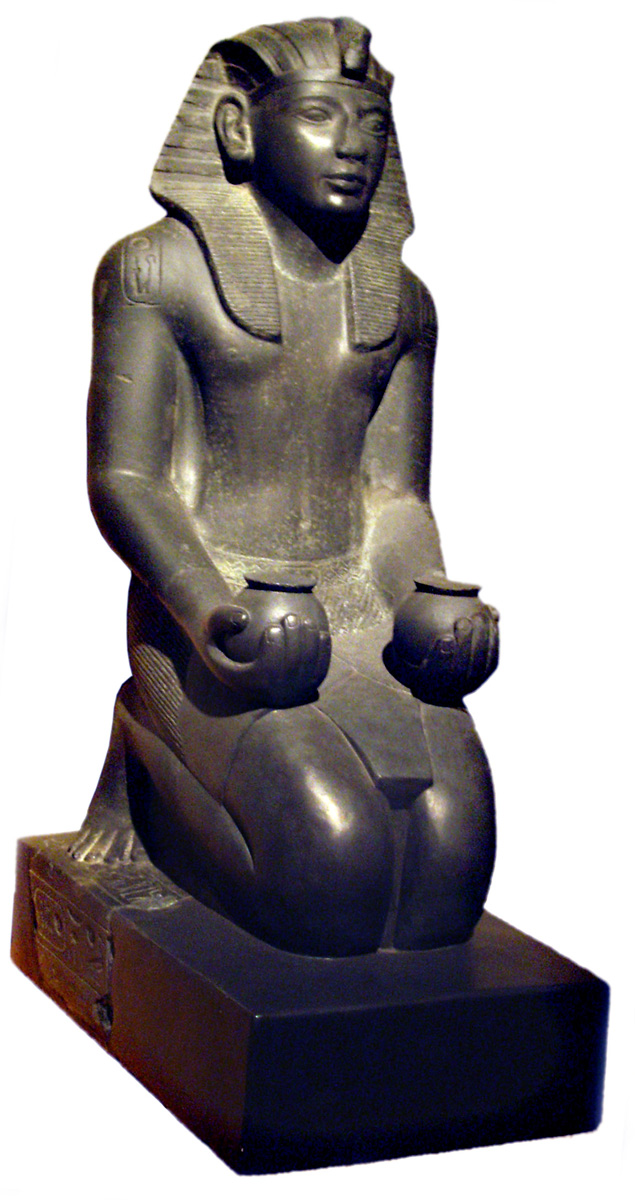
رمسيس الرابع الوريث المعين لرمسيس الثالث

في اليوم الخامس عشر من الشهر الثاني من شمو 1155 قبل الميلاد، كان رمسيس الثالث على الأرجح في الحريم الملكي في البرج الغربي لمدينة هابو عندما جرت محاولة اغتياله. تم اختيار هذا التاريخ لأنه تزامن مع عيد الوادي الجميل. تم استخدام الضجة التي أحاطت بالحدث لصالح المتآمرين.
تمنت زوجة الملك، الملكة تيي، أن يتولى ابنها بنتاور العرش على الخليفة المختار رمسيس الرابع. لتحقيق ذلك، قامت تيي بتجنيد مجموعة من المسؤولين في جميع أنحاء الإدارة بالإضافة إلى الخدم للمساعدة في توصيل الرسائل خارج الحريم. كانت تيي قادرة أيضًا على إقناع العديد من هؤلاء المسؤولين بالمساعدة في حل المؤامرة ذات الشقين. كان أحد رؤساء المخزن، بيبيككامن، مسؤولاً عن توزيع المعلومات:
 ... لقد بدأ في إيصال كلمتهم لأمهاتهم وإخوانهم الموجودين هناك، قائلاً: "هيجوا الناس! حرضوا على العداوة من أجل التمرد على سيدهم! 

تلقى بيبيككامن المساعدة من كبير الخدم المسمى ماستيسوريا، ومراقب الماشية بانهايبوني، والمشرف على حريم بنوك، وكاتب الحريم بندوا. نظرًا لأن وصول الحريم كان مقيدًا للغاية، فقد سعى بانهايبوني إلى الحصول على مشرف خزانة الملك، بيري، للحصول على تصريح يسمح للمتآمرين بالوصول إلى الملك.
كان يعتقد ذات مرة أن رمسيس الثالث نجا من الهجوم الأولي، ليموت بعد ذلك بقليل. ويرجع ذلك جزئيًا إلى بردية تورين القضائية، التي تحتفظ بسجل لمحاكمات المتآمرين التي أجريت باسمه. يفتح المستند بـ:
 [الملك وسر ما رع'-مري آمون، l.ph.، ابن رع ': رمسيس حاكم أون [l.p.h. قال] ... كلفت مراقب الخزانة مونتيمتو؛ رئيس الخزانة بيفرو. كارا حامل اللواء؛ كبير الخدم بيبس، كبير الخدم كيدندنا؛ كبير الخدم بعلالمهر. كبير الخدم بيرسوين؛ كبير الخدم دوترخ نفر؛ نائب الملك نائب الملك. الكاتب ماي كاتب المحفوظات بري إم حاب؛ حامل لواء المشاة حوري؛ قوله: (أما الأمور التي قوم الناس ـ لا أعلم من تآمرها ـ فاذهبوا وافحصوها). 
وبدا أن مومياءه لا تظهر عليها أي علامات خارجية لأي إصابات وكان من المفترض أن تكون وفاته طبيعية. ومع ذلك، فإن الفحص الأخير للأشعة المقطعية على مومياءه يكشف عن قطع حلقه حتى العظم، مما أدى إلى قطع القصبة الهوائية والمريء والأوعية الدموية، مما أدى إلى الوفاة. تؤكد هذه النتيجة النظرية القائلة بأن محاكمة المتآمرين تمت على يد رمسيس الرابع باسم والده وليس رمسيس الثالث نفسه.
كشفت دراسة لاحقة لنتائج التصوير المقطعي المحوسب لمومياء الملك المصري أن إصبع القدم الأيسر قد تم قطعه على الأرجح بواسطة جسم يشبه الفأس. لا توجد علامة على إعادة نمو العظام، لذلك تم ارتكاب هذا العنف الأخير قبل وفاته مباشرة. وضع المحنطون نوعًا من الكتان الاصطناعي بدلاً من الإصبع المقطوع؛ كما وضعوا 6 تمائم حول القدمين والكاحلين للمساعدة في التئام الجروح في الآخرة. هذا الجرح الإضافي في القدم يؤكد فرضية الهجوم، على الأرجح من قبل عدة مهاجمين وبأسلحة مختلفة.

## التجربة والنتيجة
على الرغم من نجاحها في قتل الملك ،إلا أن المؤامرة فشلت في وضع بنتاور على العرش. من الممكن أن يكون أفراد العائلة المالكة الآخرون الموالون لمستقبل رمسيس الرابع قد استجابوا بسرعة لمناورة المتآمرين. اختار رمسيس الرابع اثني عشر قاضيا للتحقيق والحكم في القضية عبر خمس محاكمات. بالإضافة إلى كبار المتآمرين المذكورين أعلاه ،فإن أولئك الذين علموا بالمؤامرة ولم يبلغوا عنها تم القبض عليهم ومحاكمتهم ومعاقبتهم. تم إعدام 28 شخصًا. وشمل هؤلاء بيبيككامن وماستيسوريا وبانهايبوني وبنوك وبنتوا وبيري، بالإضافة إلى مسؤولي الحريم الآخرين والكتبة ومسؤولي الجيش. البعض، مثل بنتاور، سُمح لهم بالانتحار. أربعة ،بمن فيهم القاضيان ونقيب الشرطة ،تم قطع آذانهم وأنوفهم لمرافقة النساء المتهمات. لم يتم تسجيل عقوبة الملكة تيي
.
المومياء المعروفة باسم «الرجل المجهول إي» تعتبر بشكل عام من أبناء رمسيس الثالث. لم يتم تحنيط الجسد ،ولكن تم لفه بجلد ماعز غير نقي ووضعه في تابوت غير مكتوب. أكدت الدراسات الجينية أن لديه نفس النمط الفرداني من كروموسوم Y (E1b1a) ويشترك في نصف الحمض النووي الخاص به مع رمسيس الثالث ،بما يتفق مع كونه ابنه. يبدو أن هذه المومياء هي من بنتاور.